# Сражение при Дермбахе
Сражение при Дермбахе (нем. Schlacht bei Dermbach) — первое столкновением между прусскими и баварскими войсками во время австро-прусской войны в Тюрингии под Дермбахом 4 июля 1866 года.
На прусской стороне была развернута 13-я дивизия под командованием генерал-лейтенанта фон Гебена. Ей противостояли части 3-й и 4-й баварских пехотных дивизий общей численностью около 15 000 человек. Верховным главнокомандующим на баварской стороне был Карл Баварский.
Главная прусская армия в составе трех дивизий под командованием генерала Фогеля фон Фалькенштейна с 1 июля наступала из Эйзенаха в сторону Фульды. Это же было целью баварской армии, которая хотела соединиться там с союзным 8-м корпусом (контингенты из Бадена, Вюртемберга, Гессен-Дармштадта, Гессен-Касселя, герцогства Нассау и Австрии).
Уже 2 и 3 июля имели место небольшие стычки между прусской и баварской армиями под Иммельборном и Дермбахом. Фалькенштейн думал, что имеет дело только со слабыми баварскими силами. Поэтому он отдал 13-й прусской дивизии приказ оттеснить противника «коротким толчком». Это привело к двум боям: при Целле и Нейдхартсхаузене, а также при Визентале.
Прусское наступление численностью около 5000 человек на Нейдхартсхаузен и Целлу было успешным. Там удалось выбить баварские войска с их позиций. Это вылилось в ожесточенные бои в районе монастыря Целлы. Во второй половине дня прусские войска в соответствии с приказом отошли с занятых позиций.
Наступление на Визенталь, также с участием около 5000 человек, предназначалось для защиты флангов формирований, наступавших в направлении Целлы. Вопреки боевому приказу дня, гласившему, что целью было занятие деревни, быстро наступавшие войска атаковали Небельберг, юго-восточнее Визенталя. Несмотря на значительные потери, им удалось взять штурмом эту чрезвычайно сильную позицию и удерживать ее длительное время. Поскольку пруссаки отступили на этом этапе, баварцы думали, что они победили.
Борьба на двух полях сражений не привела к явному победителю. Хотя прусские войска добились ограниченного успеха, заняв Визенталь, Небельберг и Целлу, они не смогли заставить противника отступить. Ожесточенность боев вызвала у руководства баварской армии опасения, что всестороннее наступление прусской армии на Майне неминуемо. Поэтому был отдан приказ сосредоточить армию 5 июля у Кальтеннордхейма южнее Целле. Узнав о поражении австрийцев 3 июля 1866 года в битве при Садове руководство баварской армии приняло решение отступить из Тюрингии в Баварию, потому что теперь оборона баварской территории должна была считаться первоочередной задачей.